# بینست
بینست (به فرانسوی: Beynost) یک کمون در فرانسه با جمعیت ۴٬۳۰۵ نفر است که در Canton of Miribel واقع شده‌است.